# Chimpanzé
- Commons
- Wikispecies

O termo chimpanzé aplica-se aos primatas do gênero Pan, da família Hominidae, subfamília Homininae, com duas espécies conhecidas: os chimpanzés-comuns (Pan troglodytes) e bonobos (Pan paniscus).
Estudos apontam que os chimpanzés são parentes próximos dos seres humanos na evolução; eles separam-se do tronco do ancestral comum por volta de há 4 a 7 milhões de anos, e ambas as espécies compartilham 98-99% de DNA.
Como o homem, o chimpanzé consegue reconhecer a própria imagem no espelho, capacidade que poucos animais apresentam. Também são capazes de aprender certos tipos de linguagens, como a dos sinais.
Devido à destruição do seu habitat e à caça ilegal de chimpanzés pelo mercado de carne e de animais, pensa-se que restam apenas 150 000 chimpanzés nos bosques e florestas da África Central e Ocidental. Estima-se que no início do século XX havia aproximadamente dois milhões.

## Características
Os chimpanzés fazem parte da família Hominidae, possuindo uma semelhança genética de mais de 99% com os humanos. Medem entre 95 cm e 140 cm, e seu peso varia entre 25 e 60 kg. A coloração negra de seus pelos modifica-se para uma cor acinzentada conforme a idade avança.
Os chimpanzés vivem em grupos que podem variar de cinco até mais de cem indivíduos, aquando no seu estado natural. Contudo, as fêmeas possuem hábitos mais solitários, passando a maior parte do tempo sozinhas. Nos grupos de Pan Troglodytes os machos são dominantes sobre as fêmeas, assim como sobre os machos mais jovens, já no caso de Pan Paniscus as fêmeas são dominantes.
São animais de hábitos diurnos, terrestres e arborícolas. Costumam-se locomover pelo solo, no entanto tem a preferência a se alimentarem sobre as árvores, durante o dia. Estes são primatas quadrúpedes, ou seja, locomovem-se utilizando os pés e as mãos, simultaneamente, para andar e correr, além de serem capazes de escalar, pular e ficarem suspensos. Além disso, ocasionalmente, podem se movimentar de forma bípede, tal como os humanos. Geograficamente estão distribuídos nas florestas e matas secas de savana, e nas florestas tropicais de áreas baixas até áreas montanhosas, superiores a 3 000 metros de altitude, na região central do continente africano.
Os chimpanzés possuem uma alimentação bem variada, sendo as frutas o principal alimento de sua dieta, porém também consomem folhas, flores, sementes e insetos, como formigas, cupins e larvas. Em certas ocasiões também se alimentam de carne, variando de pequenos antílopes a outras espécies de primatas, como o Colobus.
Estes animais, aparentemente, possuem culturas diferentes, dependendo da região em que vivem, assim como os humanos, e são capazes de ensiná-las de uma geração para outra. Entre tais ensinamentos estão, por exemplo, técnicas para extrair cupins de seus cupinzeiros, utilizando-se de gravetos; utilização de pedras para quebrarem sementes e frutos duros; e outros tipos de ferramentas adaptadas, usadas inclusive para caçar alguns pequenos mamíferos.
Machos dessa espécie podem se unir para manter a liderança sobre o grupo, ou roubar a posição do líder. Para intimidar os rivais, eles se demonstram agressivos, com vocalizações altas, agitações de galhos e até mesmo o ataque.
Os chimpanzés machos podem fazer pares com fêmeas, mas a promiscuidade é comum na espécie. Há casos em que a fêmea copulou 50 vezes com quatorze machos diferentes em um só dia. Estes animais têm orgasmos e vocalizações específicas de cópula. Na verdade, são conhecidos 34 tipos diferentes de vocalizações nesta espécie.

### Características Físicas
O esqueleto é mais leve que o do gorila. Pode-se dizer que o esqueleto do chimpanzé é semelhante ao do homem, exceto pela formação característica do quadril. Possuem muita força física. Um chimpanzé macho adulto, tem em média 1.3 a 1.5 vezes a força de um homem adulto de peso similar, de acordo com pesquisa da universidade do Arizona, nos Estados Unidos. Isso se deve à sua anatomia muscular e cerebral, e também a seu estilo de vida semi-arborícola, que requer muita força física.
Em comum com o homem ele tem reações serológicas (ou sanguíneas) análogas, a possibilidade de enxerto testicular e a semelhança das circunvoluções do cérebro.
Eles têm até mesmo um esboço da circunvolução de Broca, que é a sede da palavra no homem. Os machos adultos possuem espáduas largas, tronco maciço. O tórax, bastante musculoso, é pouco abaulado. Os braços, muito longos, descem abaixo dos joelhos e são menos musculosos que os do gorila.
Os dedos, grossos, fortes e rugosos, são muito longos. O polegar é curto e delgado; o médio é o maior dos dedos.
Eles têm a tíbia fina e a batata da perna pouco aparente, os seus pés são achatados, com o grande artelho longo e grosso, nitidamente destacado dos demais. Mas parece mais uma mão do que propriamente um pé.
Desloca-se quase sempre sobre os quatro membros, mantendo o corpo em posição oblíqua, como os demais antropoides, mas pode assumir uma posição bípede em certas ocasiões.

## Comportamento
Bonobos e chimpanzés possuem um modo de viver muito semelhante como o nomadismo e a presença de machos dominantes.
Porém apresentam gritantes diferenças: nos grupos dos chimpanzés existe hierarquia clara, com um ou dois machos dominantes. Essa hierarquia pode mudar, inclusive, com a formação de coalizões entre outros machos. Essas coalizões podem ser utilizadas para agredir machos de outros grupos. Já foram reportados casos de "guerras" e linchamentos entre chimpanzés. As fêmeas, de modo geral, são submissas aos machos. Os chimpanzés respondem à música movendo-se de maneira semelhante à dança - embora o grau em que dançam varie significativamente entre eles.
Entre os bonobos, a hierarquia é mais diluída e não se observa casos de extrema violência, como nos chimpanzés. As fêmeas possuem coalizões fortes e o sistema é matrilinear.

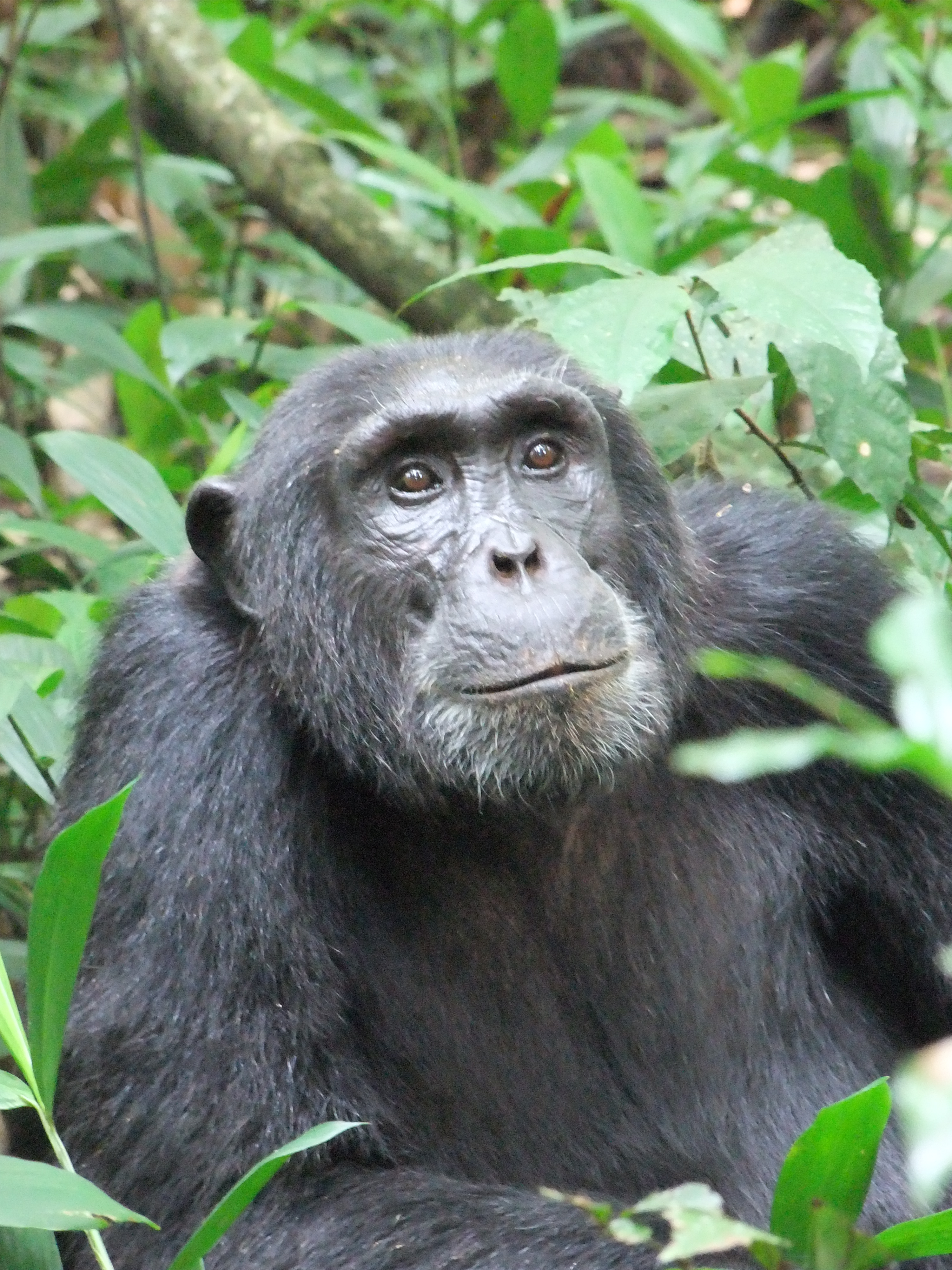
Um chimpanzé selvagem.

## Inteligência
O primeiro cientista a se preocupar com a inteligência dos chimpanzés foi o professor Wolfgang Köhler (1887-1967). Ele fez experiências testando a inteligência do símio.
Uma experiência de Köhler comprovou o poder de memória do chimpanzé. Vários testes confirmam uma inteligência significativamente elevada comparada por vezes com a das crianças humanas de até 3 anos.
Após as experiências de Köhler, outros chimpanzés foram estimulados a desenvolver a capacidade mental. Alguns aprenderam a linguagem dos surdos e a partir daí comunicaram-se com os seres humanos.
Recentemente um bonobo chamado Kanzi, de 23 anos, foi criado aprendendo a comunicar com humanos. Este domina a linguagem dos surdos, sendo até capaz de usar o teclado de um computador para escrever, exprimindo os seus pensamentos. Estudos e experiências realizadas com chimpanzés, revelaram nessa espécie da ordem dos primatas, uma inteligência bastante aguçada.

## Dieta do Chimpanzé
A dieta varia com as estações do ano. Mais de 250 tipos de frutas que fazem parte da alimentação dos chimpanzés. Os mamíferos que fazem parte da dieta dos chimpanzés são outros primatas (12 espécies), gulungos – um antílope africano, potamoquero – porco selvagem de África, cabritos, roedores e procávias. Os chimpanzés usam algumas plantas para o que tem vindo a ser descrito como fins medicinais. Os investigadores conseguiram isolar um agente antitumoral de uma destas plantas.
A dieta é composta por:
- Fruta, 45-76%;
- Folhas, 12-45%;
- Flores, 1-19%;
- Sementes, 1-11%;
- Presas animais, (incluindo mamíferos, aves, formigas, térmitas, vespas e larvas), 0-5%.

## Distribuição
Os chimpanzés podem ser encontrados numa vasta área da África Central e África Ocidental, desde a Nigéria, a Norte, até ao território de Angola, a Sul e a Oriente podem ser encontrados até na Tanzânia e Quénia. Floresta, árvores e água são factores importantes para as comunidades de chimpanzés. Contudo, existem alguns grupos destes animais a viver acima dos 2000 metros de altitude onde, apesar de não haver árvores, os chimpanzés adaptaram-se às condições e habitam grutas.
Estes animais vivem em grupos que podem ser pequenos, com cinco ou 6 animais, ou bastante numerosos, com cerca de 100 animais.
Na sociedade dos chimpanzés existe um escalonamento hierárquico bem definido. Se algum elemento do grupo o desrespeitar, fica sujeito às sanções que o macho dominante do grupo entender, que podem ir desde uma simples repreensão, até à violência física, ou mesmo ao afastamento do grupo.

## Estado de conservação
As duas espécies se encontram em perigo de extinção. Apesar do vasto território que ocupam, estes animais têm sido dizimados pelos humanos com a caça ilegal, quer para alimentação, quer para a produção de amuletos para a medicina tradicional. Muitos são ainda capturados e utilizados nos circos ou noutros espetáculos afins, ou mesmo para serem criados como animais de companhia.
As guerras, que sistematicamente assolam esta região, têm vitimado muitos animais, aumentando o número de órfãos. Por outro lado, o stress que estas situações provocam nas fêmeas tem reduzido muito a natalidade nessas zonas.

Atualmente, existem cerca de 150 000 chimpanzés a viver em liberdade.